# Palais des sports Sokolniki
Pour les articles homonymes, voir Palais des sports.
 (avril 2025).
Le Palais des sports Sokolniki (en russe : Дворец спорта Сокольники) est une salle omnisports situé à Sokolniki, un district municipal de Moscou en Russie.

## Histoire
Il a été construit en 1956, puis reconstruit pour l'Universiade d'été de 1973.
Elle a notamment accueilli les tournois masculin et féminin de handball aux Jeux olympiques d'été de 1980.
Elle accueille notamment l'équipe de hockey sur glace du HK Lokomotiv Moscou de la Ligue continentale de hockey. La patinoire a une capacité de 5000 spectateurs.